# Swingin’ for Schuur
Swingin’ for Schuur — студийный альбом американской певицы и пианистки Дайан Шуур и канадского трубача Мейнарда Фергюсона, выпущенный в 2001 году на лейбле Concord Records. Продюсером альбом стал Фил Рамон.

## Отзывы критиков
| Оценки критиков                   | Оценки критиков |
| Источник                          | Оценка          |
| --------------------------------- | --------------- |
| AllMusic                          | [ 1 ]           |
| The Encyclopedia of Popular Music | [ 2 ]           |

Джонатан Видран в своей рецензии для AllMusic назвал альбом дерзким, взрывоопасным свинговым проектом, где изобретательный вокал Шуур сочетается с мощной трубой Фергюсона и ансамблевой энергией его группы. Он отметил, что помимо ярких выступлений обоих артистов, настоящим ключом к успеху здесь являются неожиданные аранжировки стандартов различными участниками группы Фергюсона.

## Список композиций
1. «Just One of Those Things» (Коул Портер) — 4:09
2. «Bésame Mucho» (Санни Скайлар, Консуэло Веласкес) — 5:20
3. «Deep Purple» (Питер Де Роуз, Митчелл Пэриш) — 6:28
4. «Autumn Leaves» (Жозеф Косма, Джонни Мерсер, Жак Превер) — 3:33
5. «My Romance» (Лоренц Харт, Ричард Роджерс) — 3:52
6. «Love Letters» (Эдвард Хейман, Виктор Янг) — 4:39
7. «East of the Sun (and West of the Moon)» (Брукс Боумен) — 3:35
8. «Midnight Sun» (Сонни Берк, Лайонел Хэмптон, Джонни Мерсер) — 5:58
9. «I Fall in Love Too Easily» (Сэмми Кан, Джул Стайн) — 4:31
10. «Lush Life» (Билли Стрейхорн) — 5:58
11. «Just Friends» (Джон Леннер, Сэм М. Льюис) — 4:59
12. «Let’s Fall in Love» (Гарольд Арлен, Тед Колер) — 3:45

## Участники записи
- Вокал — Дайан Шуур
- Труба, флюгельгорн — Мейнард Фергюсон
- Сопровождение — ансамбль Big Bop Nouveau

## Чарты
| Чарт (2001)                     | Высшая позиция |
| ------------------------------- | -------------- |
| США (Billboard Top Jazz Albums) | 8              |